# 歐內斯特·勒南

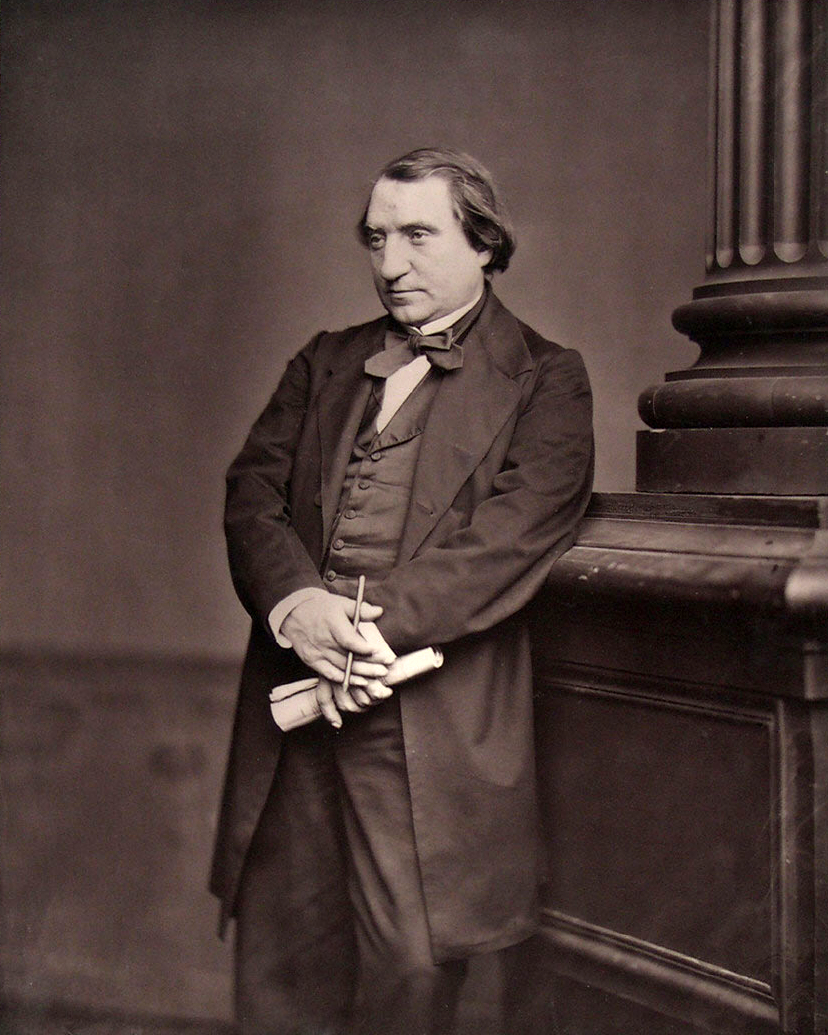
歐內斯特·勒南，约十九世纪七十年代

约瑟夫·歐內斯特·勒南（法語：Joseph Ernest Renan，法語發音：[ʒozɛf ɛʁnɛst ʁənɑ̃]；1823年2月28日—1892年10月2日），法国研究中东古代语言文明的专家、哲学家、作家。他以有关早期基督教及其政治理论的历史著作而著名。勒南曾与奥古斯特·孔德相识。